# Andrzej Chyra

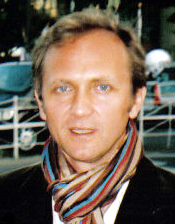
Andrzej Chyra

Andrzej Chyra (* 27. August 1964 in Gryfów Śląski) ist ein polnischer Schauspieler.

## Leben
Andrzej Chyra schloss 1987 die Staatliche Schauspielschule PWST in Warschau ab und begann ein Theaterregiestudium an derselben Schule, das er 1994 abschloss. Sein Filmdebüt gab er 1992. Am Theater spielte er zunächst Anfang der 1990er Jahre an der privaten Bühne Teatr Scena Prezentacje in Warschau. Seinen Durchbruch erzielte er 1999 mit dem Film Die Schuld von Krzysztof Krauze, in dem er den Erpresser Gerard spielte. Er wurde für diese Rolle auf dem Polnischen Filmfestival in Gdynia ausgezeichnet und erhielt den Polnischen Filmpreis. Nach diesem Erfolg erhielt er auch am Theater größere Rollen und gehört seit 2001 zum Ensemble des Teatr Rozmaitości in Warschau. Diese Bühne gehört durch die Arbeiten der Regisseure Krzysztof Warlikowski und Grzegorz Jarzyna zu den innovativsten Bühnen Polens. Neben seinen Bühnenerfolgen folgten sodann auch weitere Aufgaben beim Film.
2005 besetzte ihn Volker Schlöndorff als Lech Wałęsa in der Verfilmung des Lebens der Anna Walentynowicz (Strajk – Die Heldin von Danzig), die von Katharina Thalbach gespielt wurde, deren Rollenname allerdings im Film „Agnieszka“ ist. Der Film ist seit Februar in Polen, seit März 2007 in Deutschland in den Kinos.

## Filmografie (Auswahl)
- 1993: Kolejnosc uczuc
- 1994: Ein Wendehals (Zawrócony)
- 1996: Bar Atlantic (Fernsehserie)
- 1997: Zakleta
- 1998: Miodowe lata
- 1999: Schuld (Dług)
- 2000: Kallafiorr
- 2000: Wielkie rzeczy: Gra
- 2000: Wyrok na Franciszka Klosa
- 2001: Pieniadze to nie wszystko
- 2002: Tytus, Romek i A'Tomek wsrod zlodziei marzen
- 2002: Where Eskimos Live
- 2002: Wiedzmin
- 2002: Zmruz oczy
- 2003: Pogoda na jutro
- 2003: Powiedz to, Gabi
- 2003: Siedem przystanków na drodze do raju
- 2003: Symetria
- 2003: Zaginiona
- 2004: Leben in mir (Ono)
- 2004: Tulipany
- 2005:  Der Gerichtsvollzieher (Komornik)
- 2005: Oficer
- 2005: Persona non grata
- 2006: Kolekcja
- 2006: Palimpsest
- 2006: S@motnosc w sieci
- 2006: Strajk – Die Heldin von Danzig
- 2006: Wszyscy jestesmy Chrystusami
- 2007: Cztery poziomo
- 2007: Das Massaker von Katyn (Katyń)
- 2008: Kryptonim Gracz
- 2008: Nieruchomy poruszyciel
- 2009: Der magische Baum (Magiczne drzewo)
- 2009: Alles, was ich liebe (Wszystko, co kocham)
- 2010: Mistyfikacja
- 2011: Agape
- 2011: Bez tajemnic
- 2011: Daas
- 2011: Das bessere Leben (Elles)
- 2011: La terre outragée
- 2012: Miruna
- 2012: Mörkt vatten
- 2012: Zdjecie
- 2013: Bilet na ksiezyc
- 2013: Im Namen des... (W imie...)
- 2013: Nieulotne
- 2013: Psubrat
- 2014: Obietnica
- 2014: Operation Arsenal – Schlacht um Warschau (Kamienie na szaniec)
- 2015: 11 minut
- 2015: Arne Dahl: En midsommarnattsdröm
- 2015: Carte Blanche
- 2015: Crache cœur
- 2015: Performer
- 2016: Grenzgänger – Gefangen im Eis (Na granicy)
- 2018: Ein Volk und sein König (Un peuple et son roi)
- 2018: 1983 (Fernsehserie, 8 Folgen)
- 2021: Fears
- 2021: Ungesühnte Schläge (Żeby nie było śladów)
- 2023: The Last Men – Die letzte Fremdenlegion (Les Derniers Hommes)

## Auszeichnungen
- 1999 – Preis für die beste männliche Rolle in Die Schuld beim Polnischen Filmfestival in Gdynia
- 2000 – Polnischer Filmpreis für die beste männliche Nebenrolle in Die Schuld
- 2005 – Preis für die beste männliche Hauptrolle in Der Gerichtsvollzieher beim Polnischen Filmfestival in Gdynia
- 2006 – Polnischer Filmpreis für die beste männliche Hauptrolle in Der Gerichtsvollzieher